# 2752 Wu Chien-Shiung
2752 Wu Chien-Shiung (1965 SP) là một tiểu hành tinh vành đai chính được phát hiện ngày 20 tháng 9 năm 1965 bởi Đài thiên văn Tử Kim Sơn ở Nanking.